# امیل کراوز
امیل کراوز (انگلیسی: Emil Krause; ۲۱ ژانویهٔ ۱۹۰۸ – ۲ اوت ۱۹۶۲) بازیکن فوتبال اهل آلمان بود.
از باشگاه‌هایی که در آن بازی کرده‌است می‌توان به باشگاه فوتبال هرتابرلین اشاره کرد.
وی همچنین در تیم ملی فوتبال آلمان بازی کرده‌است.